# Władysław Grabowski (acteur)
Władysław Grabowski est un acteur de théâtre et de cinéma polonais, né le 1er juin 1883 à Varsovie et mort le 6 juillet 1961 dans cette même ville.

## Filmographie
- 1949 : D'autres nous suivront
- 1949 : Une Chaumière et un cœur
- 1946 : Dwie godziny - Kalicinski
- 1941 : Żona i nie żona - Ignas
- 1939 : Czarne diamenty - Ildefons
- 1939 : Ja tu rządzę - Comte Anatol Rzeszotarski
- 1938 : Sygnaly - Marquis de Boncroix
- 1938 : Zapomniana melodia
- 1938 : Za zasłoną
- 1938 : Wrzos - Comte Kolocki
- 1938 : Szczęśliwa trzynastka
- 1937 : Trójka hultajska - Ryszard Farfacki
- 1937 : Dziewczęta z Nowolipek
- 1937 : Dorożkarz nr 13 - Janek
- 1937 : Ordynat Michorowski - Comte Treska
- 1936 : Trędowata - Comte Treska
- 1936 : 30 karatów szczęścia - Détective Raczek
- 1936 : Dwa dni w raju
- 1936 : Papa się żeni - Ralfini
- 1936 : Bolek i Lolek - Jan
- 1936 : Dodek na froncie - le Grand Duc Vladimir Pavtovich
- 1935 : Kochaj tylko mnie - le Baron Hipolit Karcz
- 1935 : Wacuś - Dr. Lecki
- 1935 : Dwie Joasie - Anzelm
- 1934 : Mam'zelle l'ingénieur - Amadeusz Maria de Witz
- 1933 : Ostatnia eskapada - Docteur
- 1927 : Ziemia obiecana - Moryc Welt
- 1926 : Trędowata - Prince Znaniecki
- 1926 : O czym się nie myśli - Borski, le violiniste
- 1925 : Iwonka
- 1924 : O czym się nie mówi - Konitz
- 1921 : Cud nad Wisłą - Dr. Jan Powada
- 1921 : Pan Twardowski - Bojar (jeune)
- 1917 : Arabella
- 1916 : Studenci - Lucjan Ladnowski
- 1913 : Wykolejeni - Comte Zborowski
- 1912 : Przesądy
- 1911 : Meir Ezofowicz